# Mario Manlio Rossi
(Encomio funebre apparso sul Times il 16 novembre 1971)
Mario Manlio Rossi (Reggio Emilia, 1895 – 4 novembre 1971) è stato un filosofo e anglista italiano.

## Biografia
Studioso e interprete di riferimento del pensiero di George Berkeley, fece propria la prospettiva della filosofia neoplatonica, coniugandola con l'attivismo novecentesco. Lasciata l'Italia nel periodo fascista, fu per anni docente di filosofia e letteratura presso l'Università di Edimburgo.
Ha prodotto uno studio originale dedicato a Jonathan Swift, prendendo in considerazione il concetto-chiave di "egoismo". Fu particolarmente legato al poeta e drammaturgo irlandese William Butler Yeats, che conobbe nel 1931, e all'ambiente culturale dell'Irish Renaissance composto da personaggi come Joseph Hone, A.E., John Gogarty e, soprattutto, Lady Augusta Gregory.
Fu Rossi, come si evince dalla corrispondenza tra i due, a introdurre Yeats a una più profonda conoscenza del pensiero di Berkeley, delle opere di Vico, della filosofia neoplatonica e degli scritti di Swift. Dopo le sue trasferte irlandesi Rossi avrebbe composto uno studio dedicato al rapporto tra la poesia yeatsiana e la filosofia, e avrebbe raccontato il suo rapporto con Yeats, Lady Gregory e la cultura irlandese nell'avvincente opuscolo Viaggio in Irlanda.
Nel campo dell'anglistica Rossi si dedicò inoltre allo studio dell'empirismo inglese e attese alla stesura di una monumentale e accuratissima Storia d'Inghilterra.
Rossi si interessò anche di filosofia del pensiero fantastico e magico, dando alle stampe il brillante saggio dal titolo Spaccio dei maghi e curando un'edizione, ancor oggi di riferimento, de Il regno segreto di Robert Kirk, introdotto dal suo saggio Il cappellano delle fate. Tali scritti fanno di Rossi un esponente assai rilevante nello studio della tradizione esoterica.
Benché il suo pensiero rimanga fondamentalmente isolato nella cultura italiana del dopoguerra, per la particolarità del suo carattere e l'indipendenza del suo pensiero, l'opera di Rossi può essere considerata un fondamentale contributo nell'ambito degli studi filosofici dedicati a Berkeley e alla tradizione platonica, nonché un originalissimo esempio di filosofia estetica, nella quale l'ambito della critica letteraria nel campo dell'anglistica si coniuga felicemente con l'interpretazione filologica ed ermeneutica.

## Opere
- Mario Manlio Rossi, Guida dell'Europa minore, a cura di E. Baricci, E. Bianco, Paolo L. Bernardini, Mimesis, 2025
- Mario Manlio Rossi, Una difesa dell'uomo, edizione italiana di "A Plea for Man" (1956), a cura di Laura Orsi, introduzione di Paolo L. Bernardini, Ronzani, 2022
- Mario Manlio Rossi, Memorie di un estraneo. Autobiografia, a cura di Laura Orsi, Città del Silenzio, 2021
- G. Berkeley, Principi della conoscenza umana (Curatore), Cappelli 1925
- Per una concezione attivistica della filosofia, Cappelli, 1927
- L'ascesa capitalistica, Doxa 1928
- Spaccio dei maghi, Doxa 1929
- (con J. Hone) Bishop Berkeley: His Life, Writings, and Philosophy, with an introduction by W. B. Yeats, Faber & Faber, 1931
- Viaggio in Irlanda, Doxa 1932 (versione inglese a cura di J. Hone, Pilgrimage in the West, Cuala Press 1933)
- Saggio sul rimorso, Fratelli Brocca, 1933
- Saggio su Francesco Bacon Guida, 1935
- “La politica di Carlo Emanuele I all'inizio della guerra dei trent'anni (secondo documenti inediti)”, Nuova rivista storica 20.6 (1936)
- “Lo sbarco inglese nell'isola di Re (1627) e la polemica militare nel 17. secolo”, Nuova rivista storica, 21, 3-4 (1937)
- “Riflessioni sul rasoio di Occam: Tentativi di delimitazione del mondo del valido”, Rivista internazionale di filosofia Logos 20.3-4 (1937)
- “Una nuova teoria del sogno e del tempo?” Logos, 21 (genn.-mar. 1938), pp. 89-104
- “Storia e morale”, Rivista internazionale di filosofia Logos 21.4 (1938)
- L'estetica dell'Empirismo inglese (2 Tomi), Sansoni 1944
- “Yeats and Philosophy”, Cronos 1.3 (Fall 1947) 19-24
- La vita, le opere, i tempi di Edoardo Herbert di Chirbury, 3 voll. Sansoni, 1947
- Saggio su Berkeley, Laterza 1955
- Critica dell'egoismo, Istituto editoriale Cisalpino, 1956
- A Plea for Man, Edinburgh University Press, 1956
- Introduzione a Berkeley, Laterza, 1986
- Storia d'Inghilterra, 4 voll., 1948-1966
- The Meaning of Italy, Oliver and Boyd 1962
- Problematica della Divina Commedia, Le Monnier 1969
- Guida dell'Europa minore, Poligrafici, 1974
- Robert Kirk, Il regno segreto, (Curatore) Adelphi, 1980, preceduto dal saggio Il Cappellano delle Fate, Giannini 1964